# Беллінцаго-Новарезе
Беллінцаго-Новарезе, Беллінцаґо-Новарезе (італ. Bellinzago Novarese, п'єм. Branzagh) — муніципалітет в Італії, у регіоні П'ємонт,  провінція Новара.
Беллінцаго-Новарезе розташоване на відстані близько 520 км на північний захід від Рима, 95 км на північний схід від Турина, 15 км на північ від Новари.
Населення — 9764 особи (2014).
Щорічний фестиваль відбувається 23 листопада. Покровитель — San Clemente.

## Демографія
Населення за роками:

Станом на 1 січня 2023 року в муніципалітеті офіційно проживали 504 іноземці з 43 країн, серед них 81 громадянин країн Євросоюзу та 51 громадянин України.

## Сусідні муніципалітети
- Кальтіньяга
- Камері
- Лонате-Поццоло
- Момо
- Нозате
- Оледжо